# صبحي ذيب
صبحي ذيب حكم كرة قدم عراقي دولي سابق.

## كأس الخليج 1976
و قد أدار مباراة منتخب قطر لكرة القدم ومنتخب السعودية لكرة القدم في 26 مارس 1976، وقد أدار مباراة منتخب الكويت لكرة القدم ومنتخب قطر لكرة القدم في تاريخ 28 مارس 1976، وقد أدار مباراة منتخب البحرين لكرة القدم ومنتخب عمان لكرة القدم في 2 أبريل 1976، وقد أدار مباراة منتخب قطر لكرة القدم ومنتخب عمان لكرة القدم في 7 أبريل 1976، وقد حكم مباراة منتخب قطر لكرة القدم ومنتخب البحرين لكرة القدم في 10 أبريل 1976.